# HORMAD2
HORMAD2‏ (HORMA domain containing 2) هوَ بروتين يُشَفر بواسطة جين HORMAD2 في الإنسان.